# Leben Johannes des Täufers (Plémet)

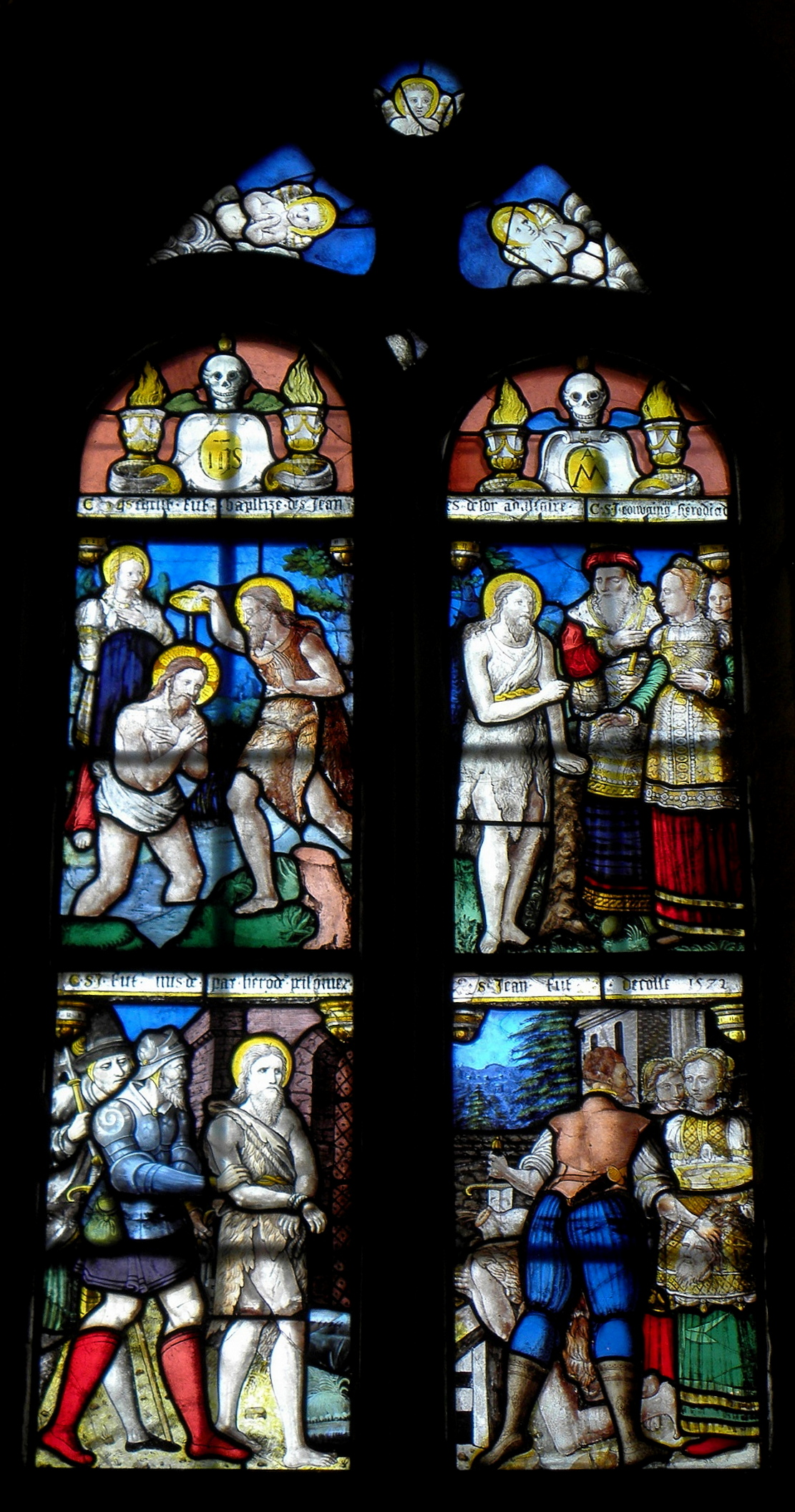
Fenster Leben Johannes des Täufers in Plémet

Das Fenster Leben Johannes des Täufers in der katholischen Kapelle St-Lubin in Plémet, einer französischen Gemeinde im Département Côtes-d’Armor der Region Bretagne, wurde 1572 geschaffen. Das Bleiglasfenster wurde 1926 als Monument historique in die Liste der geschützten Objekte (Base Palissy) in Frankreich aufgenommen.
Das Fenster im Chor wurde von einer unbekannten Werkstatt geschaffen. Es zeigt auf zwei Lanzetten Szenen aus dem Leben Johannes des Täufers (siehe Bildbeschreibungen).
Im dreiteiligen Maßwerk sind Engel dargestellt. Die letzte Restaurierung des Fensters wurde 1997 vom Atelier Hubert de Sainte Marie durchgeführt.
Neben dem Fenster Leben Johannes des Täufers ist noch das Kreuzigungsfenster in der Kapelle aus der Zeit der Renaissance erhalten.

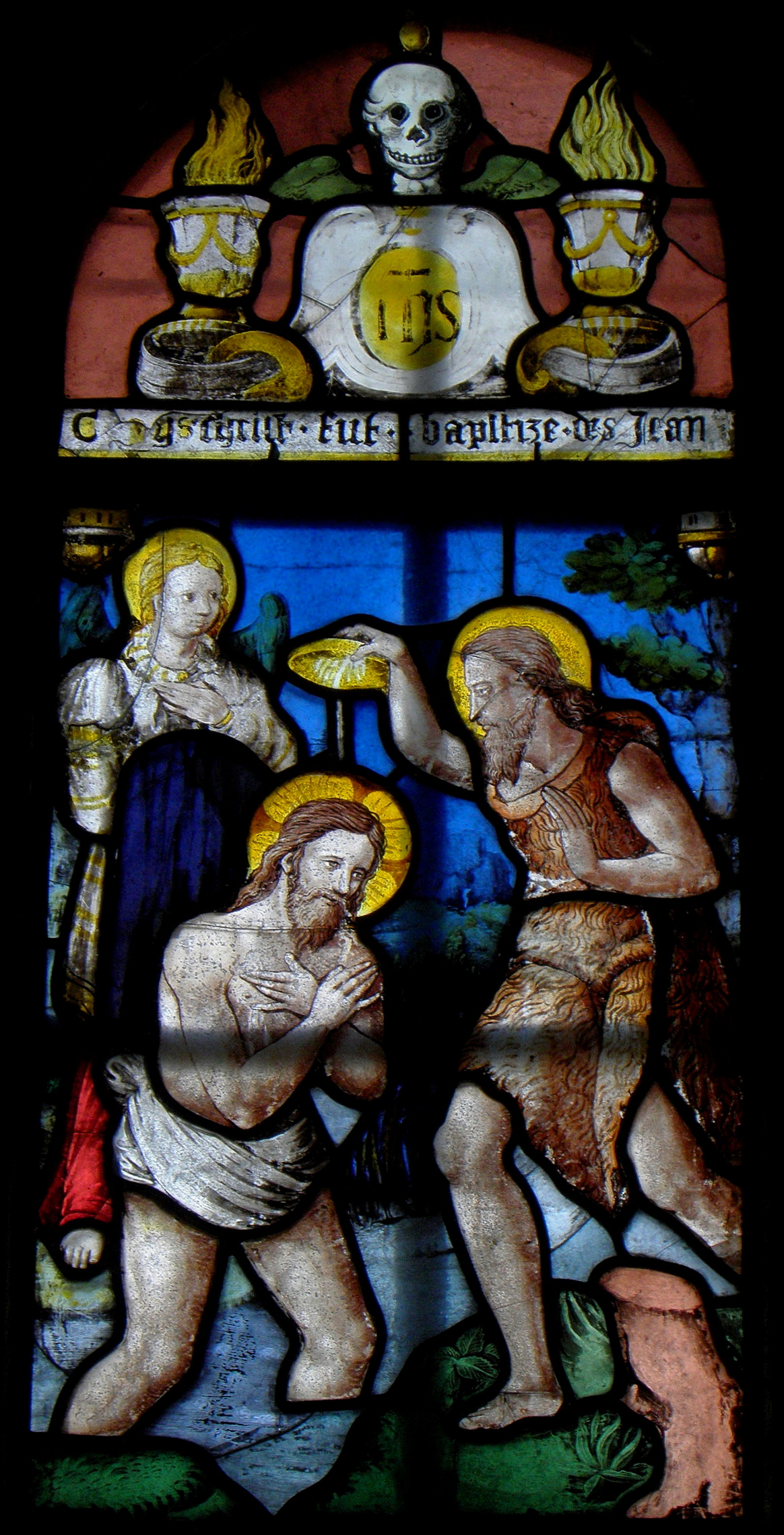
Taufe Jesu
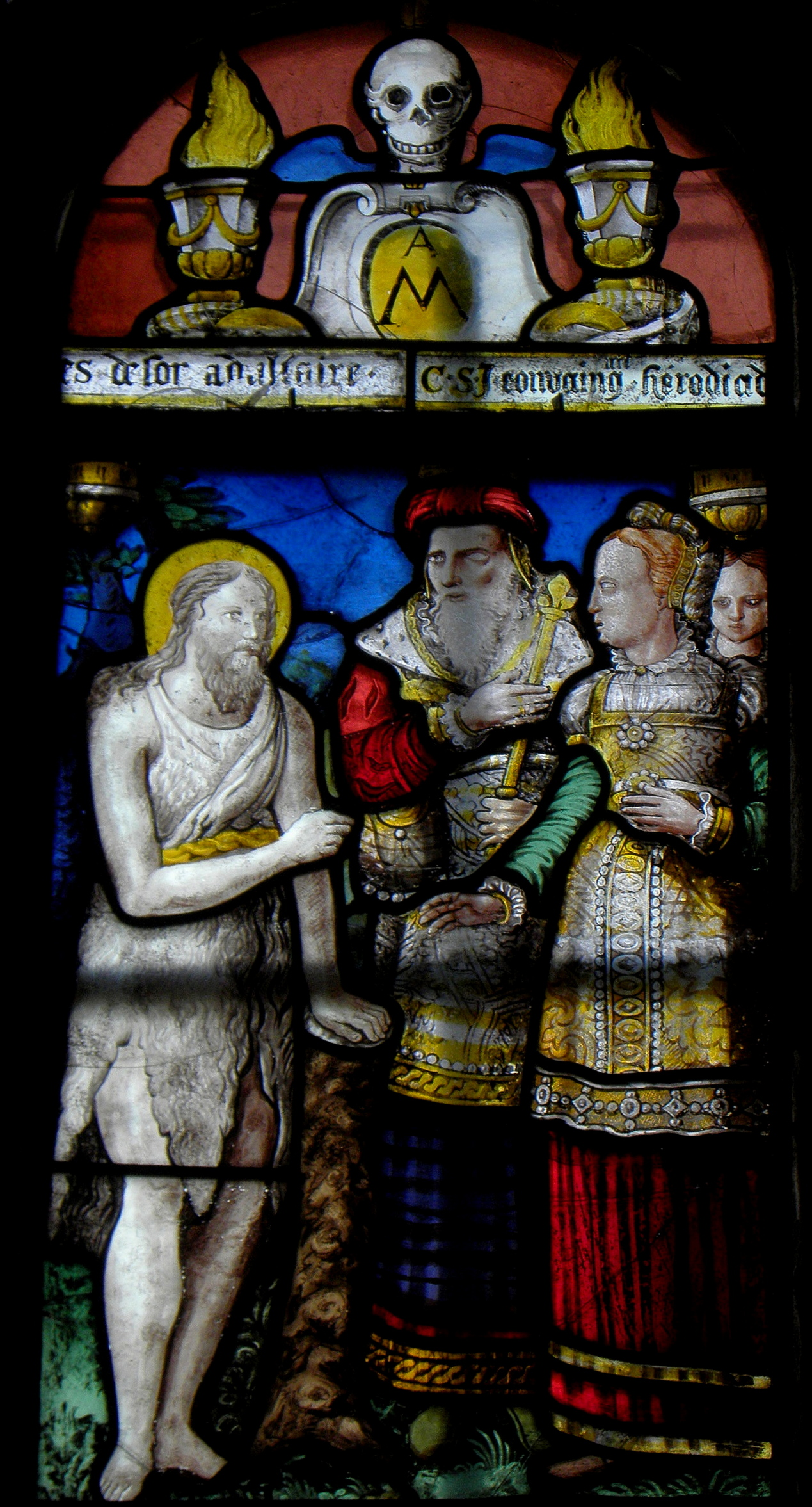
Johannes vor Herodias

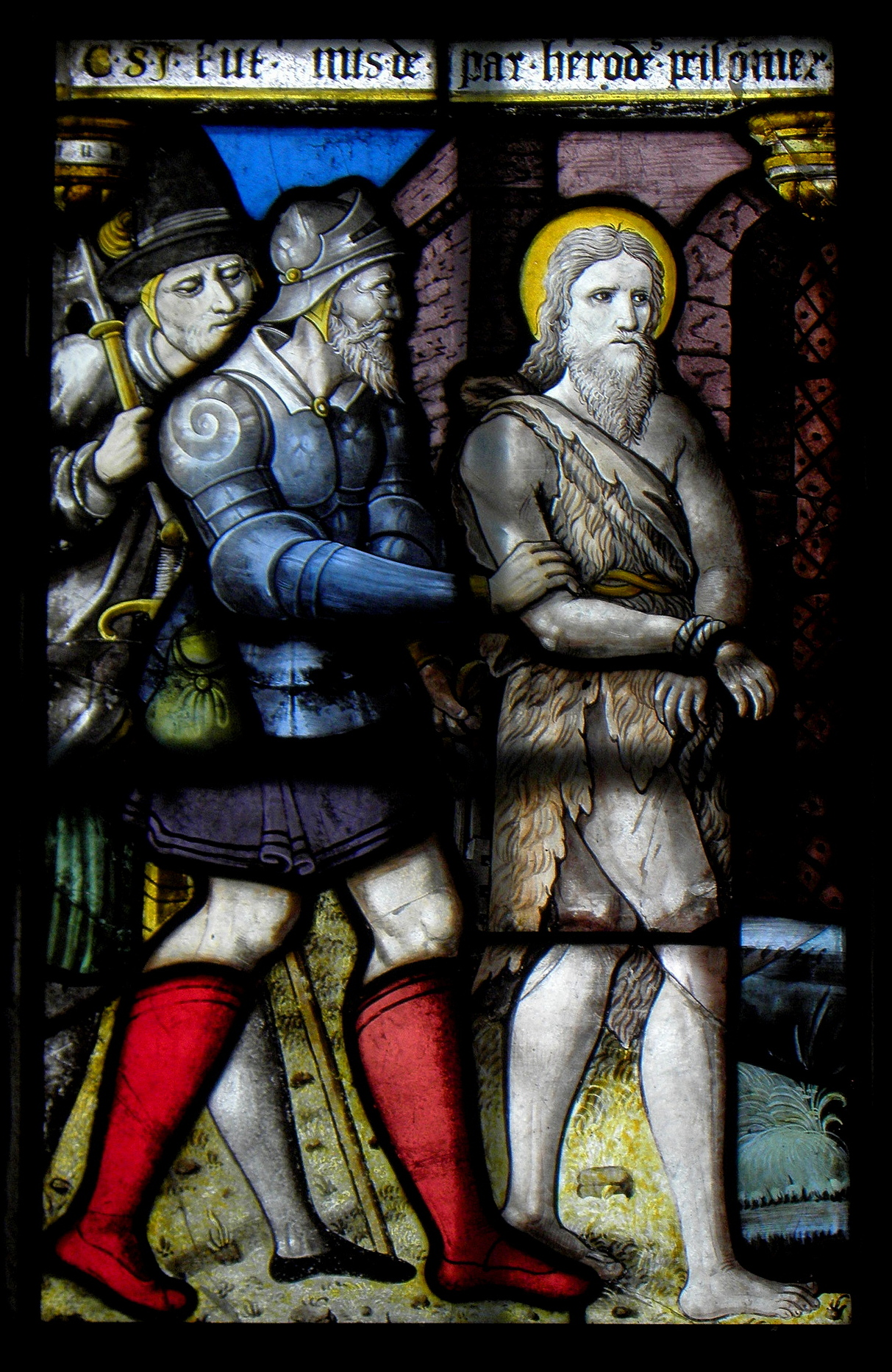
Johannes wird ins Gefängnis gebracht
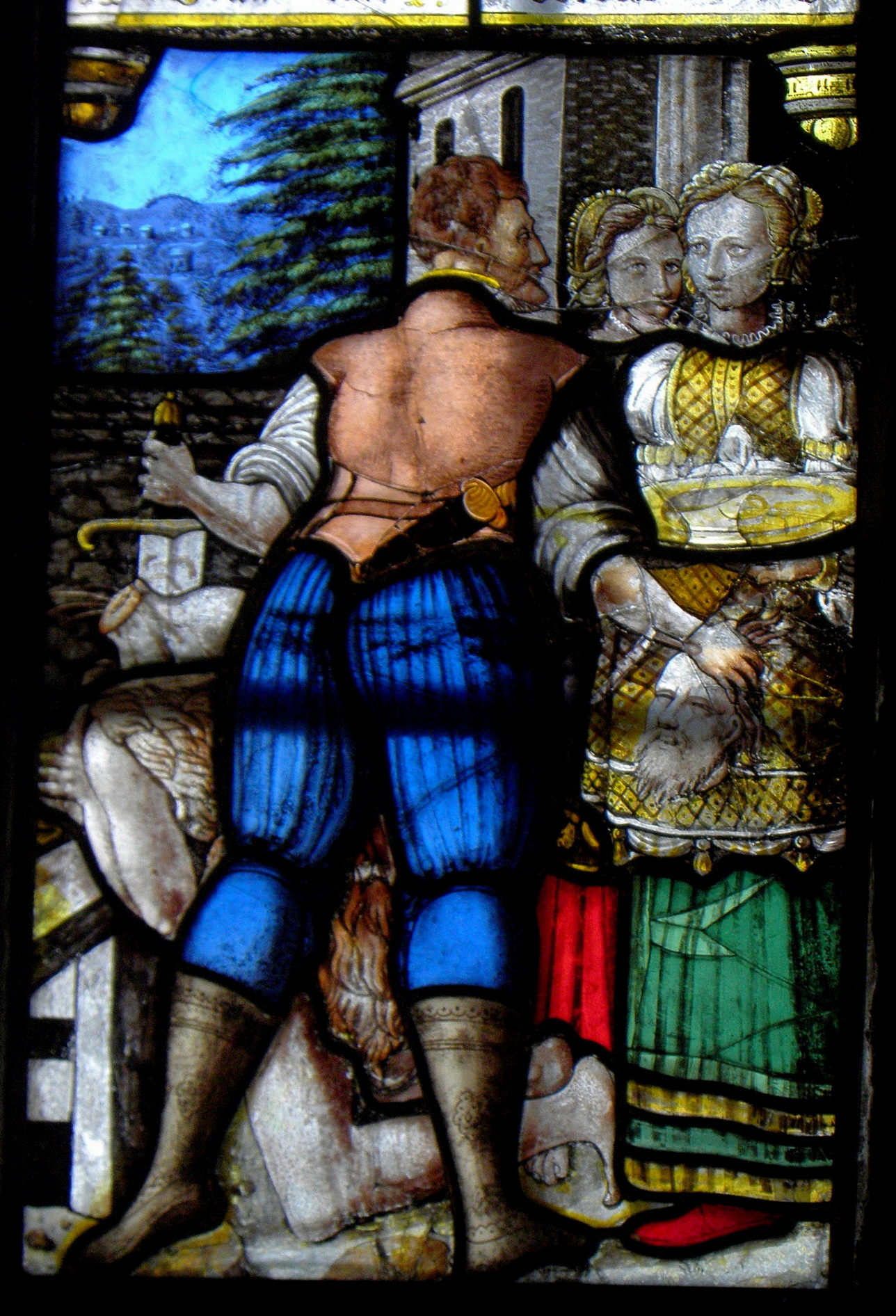
Enthauptung des Johannes (im Text darüber die Jahreszahl 1572)